# Département de Toay
Le département de Toay est une des 22 subdivisions de la province de La Pampa, en Argentine. Son chef-lieu est la ville de Toay.
Le département a une superficie de 5 092 km2. Sa population était de 9 256 habitants au recensement de 2001 (source : INDEC).

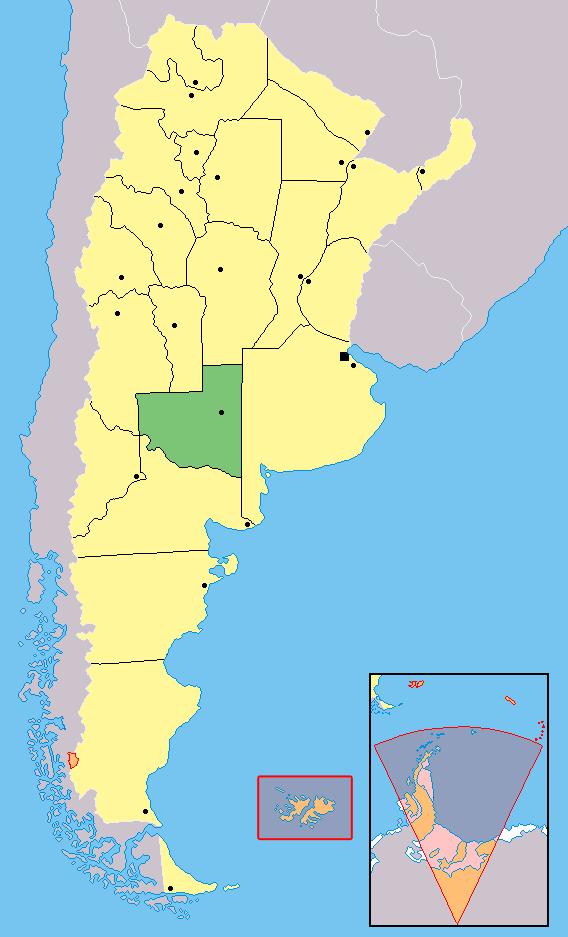
Localisation de la province de La Pampa en Argentine.

## Villes et localités
- Cachirulo
- Carro Quemado
- Naicó
- Toay, chef-lieu